# Leichtathletik-Europameisterschaften 1950/Hochsprung der Männer

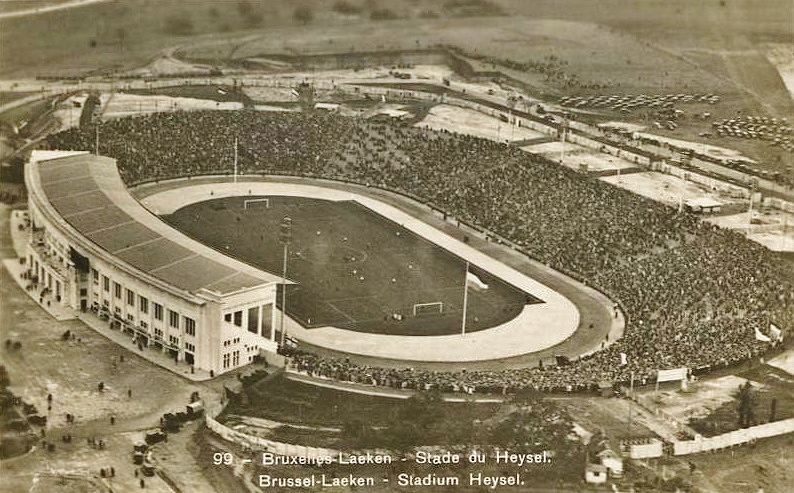
Das Brüsseler Heysel-Stadion in einer Luftaufnahme von 1935

Der Hochsprung der Männer bei den Leichtathletik-Europameisterschaften 1950 wurde am 25. und 27. August 1950 im Heysel-Stadion der belgischen Hauptstadt Brüssel ausgetragen.
Europameister wurde der britische EM-Zweite von 1946 Alan Paterson. Er gewann vor dem schwedischen Dreisprung-Olympiasieger von 1948 Arne Åhman. Bronze ging an den Franzosen Claude Bénard.

## Bestehende Rekorde
| Weltrekord           | 2,11 m | Lester Steers | Los Angeles, USA   | 7. Juni 1942      |
| Europarekord         | 2,04 m | Kalevi Kotkas | Göteborg, Schweden | 1. September 1936 |
| Meisterschaftsrekord | 2,00 m | Kalevi Kotkas | EM Turin, Italien  | 7. September 1934 |

Der schon seit den ersten Europameisterschaften 1934 bestehende EM-Rekord des Finnen Kalevi Kotkas blieb auch hier in Brüssel unangetastet. Mit 1,96 m sprang der britische Europameister Alan Paterson am höchsten und blieb vier Zentimeter unter dem Meisterschaftsrekord. Zum Europarekord fehlten ihm acht Zentimeter, zum Weltrekord fünfzehn Zentimeter.

## Qualifikation
25. August 1950, 18.15 Uhr

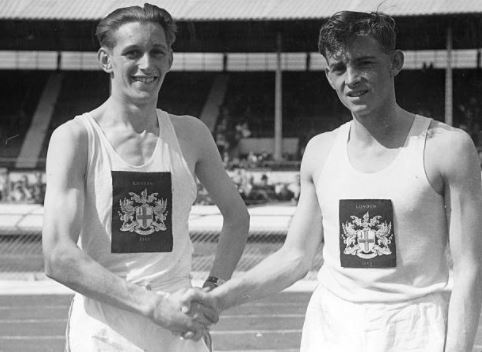
Ron Pavitt (rechts) schied als einziger Hochspringer in der Qualifikation aus

Die elf Teilnehmer traten zu einer gemeinsamen Qualifikationsrunde an. Fünf Springer (hellblau unterlegt) übersprangen die Qualifikationshöhe für den direkten Finaleinzug von 1,90 m. Damit war die Mindestanzahl von damals zehn Finalteilnehmern nicht erreicht. So wurde das Finalfeld mit den nächstbesten Springern auf zehn Athleten aufgefüllt (hellgrün unterlegt). Für die Finalteilnahme reichten schließlich 1,85 m. Mit übersprungenen 1,80 m schied nur ein einziger Sportler aus. Da stellt sich die Frage, wieso eine solche Vorausscheidung überhaupt notwendig war.
| Platz | Name                 | Nation         | Höhe (m) |
| ----- | -------------------- | -------------- | -------- |
| 1     | Arne Åhman           | Schweden       | 1,90     |
| 1     | Georges Damitio      | Frankreich     | 1,90     |
| 1     | Alan Paterson        | Großbritannien | 1,90     |
| 1     | Hans Wahli           | Schweiz        | 1,90     |
| 1     | Jacques Delelienne   | Belgien        | 1,90     |
| 6     | Gösta Svensson       | Schweden       | 1,85     |
| 6     | Claude Bénard        | Frankreich     | 1,85     |
| 6     | Walter Herssens      | Belgien        | 1,85     |
| 6     | Mihajlo Dimitrijević | Jugoslawien    | 1,85     |
| 6     | Juri Iljassow        | Sowjetunion    | 1,85     |
| 11    | Ron Pavitt           | Großbritannien | 1,80     |

## Legende
Kurze Übersicht zur Bedeutung der Symbolik – so üblicherweise auch in sonstigen Veröffentlichungen verwendet:
| – | verzichtet   |
| o | übersprungen |
| x | ungültig     |

## Finale

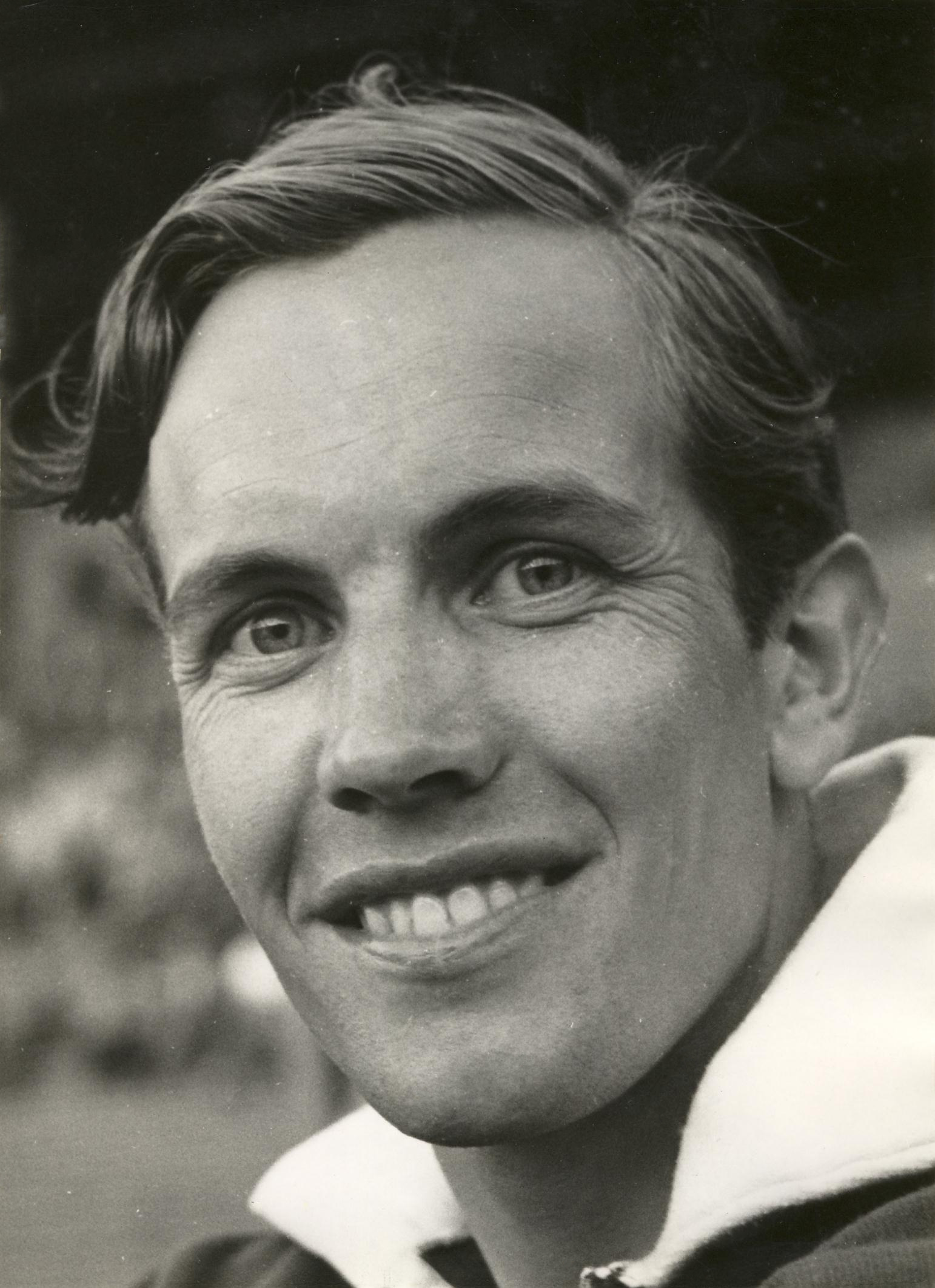
Der Dreisprung-Olympiasieger von 1948 Arne Åhman wurde Vizeeuropameister
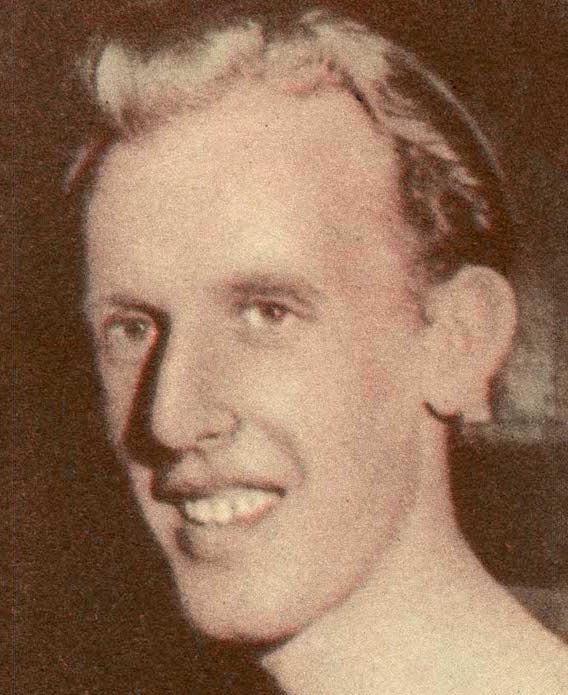
Gösta Svensson erreichte Platz fünf
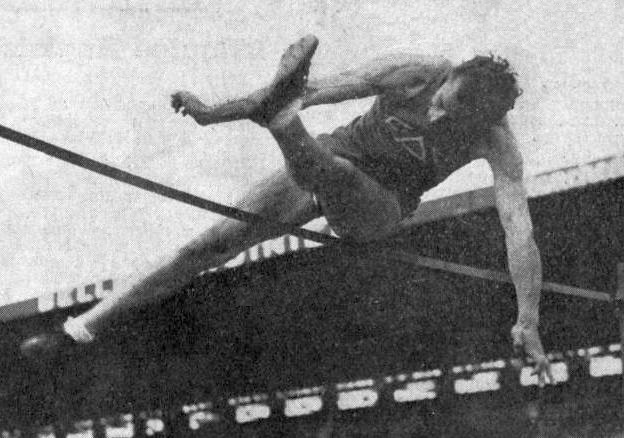
Georges Damitio kam auf den sechsten Platz

27. August 1950
| Platz | Name                 | Nation         | 1,80 m | 1,85 m | 1,90 m | 1,93 m | 1,96 m | Höhe (m) |
| ----- | -------------------- | -------------- | ------ | ------ | ------ | ------ | ------ | -------- |
| 1     | Alan Paterson        | Großbritannien | –      | o      | o      | xxo    | xo     | 1,96     |
| 2     | Arne Åhman           | Schweden       | –      | o      | o      | o      | xxx    | 1,93     |
| 3     | Claude Bénard        | Frankreich     | o      | o      | o      | xxo    | xxx    | 1,93     |
| 4     | Hans Wahli           | Schweiz        | o      | o      | o      | xxx    |        | 1,90     |
| 5     | Gösta Svensson       | Schweden       | –      | o      | xo     | xxx    |        | 1,90     |
| 6     | Georges Damitio      | Frankreich     | o      | o      | xo     | xxx    |        | 1,90     |
| 7     | Jacques Delelienne   | Belgien        | ?      | ?o     | xxx    |        |        | 1,85     |
| 8     | Juri Iljassow        | Sowjetunion    | ?      | ?o     | xxx    |        |        | 1,85     |
| 9     | Mihajlo Dimitrijević | Jugoslawien    | ?      | ?o     | xxx    |        |        | 1,85     |
| 10    | Walter Herssens      | Belgien        | ?      | ?o     | xxx    |        |        | 1,85     |

Alle zehn Finalteilnehmer hatten die Höhe von 1,85 m übersprungen und gingen die nun aufgelegten 1,90 m an. Vier von ihnen – der Brite Alan Paterson, der Schwede Arne Åhman, der Franzose Claude Bernard und der Schweizer Hans Wahli – waren im ersten Durchgang erfolgreich. Gösta Svensson, ein weiterer Schwede, und Georges Damitio, ein weiterer Franzose, zogen im zweiten Anlauf nach. Die anderen Wettbewerber schieden aus. So waren noch sechs Springer im Rennen, als die neue Höhe von 1,93 m aufgelegt wurde. Als einziger war Åhman, der 1948 Olympiasieger im Dreisprung geworden war und hier vier Tage zuvor in dieser Disziplin den fünften Platz erreicht hatte, mit seinem ersten Versuch erfolgreich. Paterson und Bernard brauchten jeweils drei Sprünge, um die Höhe zu meistern, während die drei anderen Konkurrenten ausschieden. Damit belegte Hans Wahli Rang vier, Gösta Svensson wurde Fünfter und Georges Damitio kam auf den sechsten Platz.
Schon bei 1,96 m fiel die endgültige Entscheidung über die abschließende Reihenfolge. Einzig Alan Paterson, der Vizeeuropameister von 1946, bewältigte diese Höhe mit seinem zweiten Sprung. Åhman und Bernard rissen die Latte jeweils dreimal. Damit gewann Arne Åhman Silber, für Claude Bernard gab es Bronze. Europameister aber wurde Alan Paterson, der mit seinen 1,96 m nicht an den bereits seit 1934 bestehenden Meisterschaftsrekord des Finnen Kalevi Kotkas herankam.